# Хіґасі Дзюнкі
Дзюнкі Хіґасі (яп. 東俊希, нар. 28 липня 2000, Префектура Ехіме) — японський футболіст, півзахисник клубу «Санфречче Хіросіма».

## Клубна кар'єра
Народився 28 липня 2000 року в префектурі Ехіме. Вихованець футбольної школи клубу «Санфречче Хіросіма». Дорослу футбольну кар'єру розпочав 2018 року в основній команді того ж клубу, кольори якої захищає й донині.

## Виступи за збірні
2015 року дебютував у складі юнацької збірної Японії, взяв участь у 20 іграх на юнацькому рівні, відзначившись 2 забитими голами.
У 2018 році у складі збірної Японії до 19 років Хіґасі взяв участь в юнацькому (U-19) кубку Азії в Індонезії. На турнірі він допоміг своїй команді здобути бронзові медалі турніру. Цей результат дозволив команді до 20 років кваліфікуватись на молодіжний чемпіонат світу 2019 року у Польщі, куди поїхав і Дзюнкі.

## Титули і досягнення
- Володар Кубка Джей-ліги: 2022
- Володар Суперкубка Японії: 2025